# Sheridan's Ride
Sheridan's Ride est un film muet américain réalisé par Otis Turner et sorti en 1913.

## Fiche technique
- Titre : Sheridan's ride
- Réalisation : Otis Turner
- Scénario : James Dayton et Richard Willis, d'après leur nouvelle
- Production : Bison Motion Pictures
- Distribution : Universal Film Manufacturing Company
- Genre : Guerre
- Dates de sortie : 
  -  États-Unis : 28 janvier 1913

## Distribution
- William Clifford : Général Sheridan
- Eugenie Forde : Rebecca Wright
- Victoria Forde : Caroline Ashburn
- Ray Myers : George Briarson